# Oregon (Metro de Filadelfia)
Oregon  es una estación de ferrocarril en la línea de la Calle Broad del Metro de Filadelfia. La estación se encuentra localizada en 2700 South Broad Street en Filadelfia, Pensilvania. La estación Oregon fue inaugurada el 8 de abril de 1973. La Autoridad de Transporte del Sureste de Pensilvania (por sus siglas en inglés SEPTA) es la encargada por el mantenimiento y administración de la estación. 

## Descripción
La estación Oregon cuenta con 2 plataformas laterales y 2 vías. 

## Conexiones
La estación es abastecida por las siguientes conexiones: 
- Rutas de autobuses SEPTA: 4, 7, 68, G